# Różnica wektorów
Różnica wektorów – jeżeli przyjmiemy wektory za uporządkowane pary punktów to dla przestrzeni 2-wymiarowej różnicę wektora {\displaystyle {\vec {a}}=[a_{x},a_{y}]} i {\displaystyle {\vec {b}}=[b_{x},b_{y}]}
można przedstawić jako:
{\displaystyle {\vec {c}}={\vec {a}}-{\vec {b}}}
Odejmowanie można sprowadzić do dodawania wektora, a i wektora przeciwnego do b i w efekcie możemy korzystać z sumy wektorów
{\displaystyle {\vec {c}}={\vec {a}}+(-{\vec {b}})}
{\displaystyle {\vec {c}}=[a_{x}-b_{x},a_{y}-b_{y}]}
gdzie współrzędne nowego wektora c, będą różnicą współrzędnych wektorów, a i b.
W sposób graficzny zagadnienie to można rozwiązać na dwa sposoby:
a) metoda trójkąta (suma: a + b = c)
b) metoda równoległoboku (można stworzyć równoległobok jak dla sumy wektorów, a i -b lub oprzeć go o wektory, a i b, jednak wtedy rozwiązaniem jest druga przekątna równoległoboku, należy jednak zwrócić uwagę na jego zwrot)